# Jeffrey I. Gordon
Jeffrey I. Gordon (født ca. 1947) er en amerikansk biolog og Dr. Robert J. Glaser Distinguished University Professor and Director af Center for Genome Sciences and Systems Biology ved Washington University in St. Louis. Han er internationalt for sin forskning i mavetarmsystemets udvikling og hvordan mikrober i tarmene påvirker systemet og den humane fysiologi samt sygdomme. Han er medlem af National Academy of Sciences, American Academy of Arts and Sciences og Institute of Medicine of the National Academies.